# Ghetto di Shanghai
Il ghetto di Shanghai, formalmente conosciuto come il "Settore ristretto per i rifugiati apolidi", era un'area di circa due chilometri quadrati e mezzo (un miglio quadrato) nel distretto di Hongkou della Shanghai occupata dai Giapponesi, dove circa 20.000 rifugiati ebrei, fuggiti dalla Germania nazista, dall'Austria, dalla Cecoslovacchia, dall'Ungheria, dalla Romania, dalla Polonia e dalla Lituania, prima e durante la Seconda guerra mondiale, e stabilitisi in tutta Shanghai, furono trasferiti dal Proclama concernente la restrizione di residenza e attività dei rifugiati apolidi.
I rifugiati erano insediati nella parte più povera e affollata della città. Le famiglie ebraiche locali e gli enti di beneficenza ebraici americani li aiutarono a trovare riparo, cibo e vestiti. Le autorità giapponesi aumentarono sempre di più le restrizioni, ma il ghetto non era circondato da mura ed i residenti cinesi locali, le cui condizioni di vita erano spesso altrettanto cattive, non se ne andarono.

## Contesto

### Gli ebrei nella Germania degli anni '30
Verso la fine degli anni venti, la maggior parte degli ebrei tedeschi erano leali alla Germania, assimilati e relativamente benestanti. Prestavano servizio nell'esercito tedesco e fornivano il loro contributo in ogni campo della scienza, degli affari e della cultura tedesche. Dopo che i nazisti salirono al potere nel 1933, le persecuzioni antisemitiche promosse dallo Stato, come le Leggi di Norimberga (1935) e la Notte dei cristalli (1938), spinsero masse di ebrei tedeschi a cercare asilo all'estero, ma, come Chaim Weizmann scrisse nel 1936, "Il mondo sembrava essere diviso in due parti - quei posti dove gli ebrei non potevano vivere e quelli dove non potevano entrare".
La Conferenza di Évian dimostrò che verso la fine degli anni trenta era quasi impossibile trovare una destinazione aperta per l'immigrazione ebraica.
Secondo Dana Janklowicz-Mann,
“Gli uomini ebrei venivano raccolti e messi nei campi di concentramento. Si diceva loro che avevano un periodo di tempo X per andarsene - due settimane, un mese - se potevano trovare un paese che li volesse accogliere. Fuori, le loro mogli e i loro amici stavano lottando per ottenere un passaporto, un visto, qualsiasi cosa per aiutarli a uscire. Ma le ambasciate stavano chiudendo le loro porte dappertutto, e i paesi, inclusi gli Stati Uniti, stavano chiudendo le loro frontiere. … Iniziò come una voce a Vienna…  ‘C'è un posto in cui potete andare dove non avete bisogno di un visto. Hanno l'ingresso libero.' Si diffuse subito come un incendio e chiunque poteva, cercava di arrivarci

### Shanghai dopo il 1937
L'Insediamento internazionale di Shanghai era stato istituito dal Trattato di Nanchino. La polizia, la giurisdizione e il controllo dei passaporti erano svolti dal consiglio autonomo straniero. In seguito alla battaglia di Shanghai del 1937, la città, occupata dal Giappone imperiale, dall'esercito giapponese e dal Governo collaborazionista cinese, non stabilì un regime di passaporti. Il porto di Shanghai era l'unico posto al mondo che consentiva l'ingresso senza né visto né passaporto. In base ai Trattati ineguali fra la Cina e i paesi europei, i visti erano richiesti solo per prenotare i biglietti in partenza dall'Europa.
Quando giunse un gran numero di ebrei tedeschi, altre due comunità ebraiche si erano già stabilite nella città da oltre un cinquantennio: i ricchi ebrei di Baghdad, che comprendevano le influenti famiglie Kadoorie e Sassoon, e gli ebrei di Russia. Questi ultimi erano fuggiti dall'Impero russo a causa dei pogrom antisemitici attuati dal regime zarista e dagli eserciti controrivoluzionari, nonché a causa della lotta di classe propugnata dai bolscevichi. Questi esuli avevano quindi formato la comunità russa di Harbin e, in seguito, quella di Shanghai.
Gli ebrei di Shanghai furono contattati dalle autorità nipponiche per un'eventuale attuazione del piano Fugu, progetto che prevedeva la colonizzazione di una parte del Manciukuò, stato fantoccio dell'Impero giapponese. Il progetto fallì per l'adesione del Giappone al patto tripartito e per le difficoltà di realizzazione a causa del conflitto mondiale.

### Chiune Sugihara, Tadeusz Romer e He Fengshan
Molti membri della comunità ebraica polacco-lituana furono salvati da Chiune Sugihara, console giapponese a Kovno, Lituania. Si dice che Sugihara abbia collaborato con i servizi segreti polacchi, come parte di un più vasto piano di cooperazione nippo-polacca. Essi riuscirono a fuggire attraverso il vasto territorio della Russia in treno fino a Vladivostok e poi in nave fino a Kōbe, in Giappone. I rifugiati, in numero di 2.185, arrivarono in Giappone dall'agosto 1940 al giugno 1941. Tadeusz Romer, ambasciatore polacco a Tokyo, era riuscito ad ottenere visti di transito in Giappone, visti di asilo per il Canada, l'Australia, la Nuova Zelanda, la Birmania, certificati di immigrazione per la Palestina, e visti da immigranti per gli Stati Uniti e per alcuni paesi latinoamericani. Infine, Tadeusz Romer arrivò a Shanghai il 1º novembre 1941 per continuare l'azione a favore dei rifugiati ebrei. Tra coloro che si salvarono nel ghetto di Shanghai vi erano capi e studenti della scuola Mir yeshiva, la sola scuola rabbinica o yeshiva dell'Europa occupata a sopravvivere all'Olocausto.
Similmente, migliaia di ebrei austriaci furono salvati dal console generale cinese a Vienna He Fengshan (何鳳山; pinyin: Hé Fèngshān), che emise visti a loro favore durante il 1938-1940 contro gli ordini del suo superiore, l'ambasciatore cinese a Berlino Chen Jie.

## L'arrivo degli ebrei ashkenaziti
I rifugiati che erano riusciti ad acquistare i biglietti per i lussuosi piroscafi italiani e giapponesi in partenza da Genova descrissero in seguito il loro viaggio di tre settimane con abbondanza di cibo e divertimenti - tra la persecuzione in Germania e lo squallido ghetto a Shanghai - come surreale. Alcuni passeggeri tentarono di fare deviazioni non previste per l'Egitto, sperando di riuscire ad entrare di nascosto in Palestina, allora sotto mandato britannico.
I primi ebrei tedeschi rifugiati, ventisei famiglie fra le quali cinque famosi medici, erano arrivati a Shanghai già nel novembre 1933. Verso la primavera del 1934 c'erano, a quanto si dice, ottanta medici, chirurghi e dentisti rifugiati in Cina. Il 15 agosto 1938 arrivarono con una nave italiana i primi rifugiati ebrei dall'Austria dell'Anschluss. La maggior parte dei rifugiati giunse dopo la Notte dei cristalli. Nel periodo fra il novembre 1938 ed il giugno 1941 il numero totale di arrivi per mare e per terra è stato stimato a 1.374 nel 1938, 12.089 nel 1939, 1.988 nel 1940 e 4.000 nel 1941. Nel 1939-1940 la Lloyd Triestino di Navigazione gestì una specie di "servizio di traghetti" fra l'Italia e Shanghai, portando migliaia di rifugiati ogni mese - tedeschi, austriaci, alcuni cechi -. In aggiunta a questa mescolanza vi furono approssimativamente 1.000 ebrei polacchi nel 1941. Tra questi, tutti i membri della facoltà della Mir yeshiva, circa 400, che, allo scoppio della seconda guerra mondiale nel 1939, fuggirono da Mir a Vilnius e poi a Kėdainiai, Lituania. Alla fine del 1940 ottennero i visti da Chiune Sugihara, console giapponese a Kaunas, per viaggiare da Kėdainiai, allora parte della Repubblica socialista sovietica lituana, attraverso la Siberia e Vladivostok, fino a Kōbe, Giappone. Entro il novembre 1941 i giapponesi trasferirono questo gruppo e la maggior parte degli altri al ghetto di Shanghai, al fine di riunire gli ebrei sotto il loro controllo.
Infine, un'ondata di più di 18.000 ebrei ashkenaziti, provenienti dalla Germania, dall'Austria e dalla Polonia, immigrò a Shanghai fino all'attacco di Pearl Harbor da parte del Giappone nel dicembre 1941.
Gran parte degli aiuti necessari furono forniti dal Comitato internazionale per gli immigranti europei (International Committee for European Immigrants, IC), istituito da Victor Sassoon e Paul Komor, un uomo d'affari ungherese, e dal Comitato per l'assistenza dei rifugiati ebrei europei (Committee for the Assistance of European Jewish Refugees, CFA), fondato da Horace Kadoorie, sotto la direzione di Michael Speelman. Queste organizzazioni prepararono la sistemazione ad Hongkew (oggi noto come Distretto di Hongkou), un distretto relativamente a buon mercato in confronto all'Insediamento internazionale di Shanghai o alla Concessione francese di Shanghai. Furono sistemati in appartamenti malandati e in sei campi di un'ex scuola.
Gli occupanti giapponesi di Shanghai consideravano gli ebrei tedeschi come "apolidi".
Nel 1943 l'esercito giapponese occupante impose che questi 18.000 ebrei si trasferissero in un'area di 1,94 chilometri quadrati (3/4 di miglio quadrato) del Distretto di Hongkew, dove molti vissero in case plurifamiliari, chiamate "Heime" o "Piccola Vienna".

## La vita nel ghetto
Le autorità furono colte alla sprovvista dall'ondata migratoria ebraica e i rifugiati in arrivo si dovettero confrontare con dure condizioni di vita nell'impoverito distretto industriale di Hongkou: stanze per dieci persone, inedia, disastrose condizioni fognarie e bassi tassi di occupazione.
La comunità ebraica di origini sefardite di Baghdad, già da tempo integrata nell'economia di Shanghai, ed in seguito il Comitato congiunto per la distribuzione ebraico americano (American Jewish Joint Distribution Committee, JDC) fornirono dell'assistenza in ambito abitativo e alimentare. Nonostante le barriere linguistiche, la povertà estrema, l'isolamento e le malattie, i rifugiati furono in grado di passare dalla pura sussistenza assistenziale alla formazione di una comunità funzionante. La vita culturale ebraica prese a fiorire: si fondarono scuole, quotidiani, furono rappresentate opere teatrali, si crearono gruppi sportivi e persino si tennero spettacoli di cabaret.
La sinagoga Ohel Moshe era il centro religioso per la comunità ebraica russa sin dal 1907 (attualmente è sede dello Shanghai Jewish Refugees Museum al civico 62 di Changyang Road (长阳路), nel distretto settentrionale di Hongkou - 虹口区). Una sinagoga askenazita (chiamata la Nuova Sinagoga) fu fondata nell'aprile 1941.

### Dopo l'attacco di Pearl Harbor (1941-1943)
Dopo l'attacco giapponese a Pearl Harbor, i ricchi ebrei di Baghdad (molti dei quali erano sudditi britannici) furono internati e i fondi delle organizzazioni assistenziali americane sospesi. Quando le comunicazioni con gli Stati Uniti si interruppero, la disoccupazione e l'inflazione aumentarono e le condizioni di vita dei rifugiati si fecero più dure.
La rappresentante del JDC Laura Margolis, arrivata a Shanghai, tentò di stabilizzare la situazione, ottenendo dalle autorità giapponesi il permesso di continuare la sua attività di raccolta fondi, rivolgendosi per aiuti agli ebrei russi che erano arrivati prima del 1937 ed erano esentati dalle nuove restrizioni.

### Ulteriori restrizioni (1943-1945)

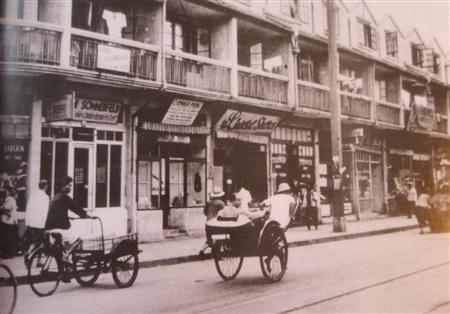
Strade del ghetto nel 1943

Con l'intensificarsi della seconda guerra mondiale, i nazisti aumentarono la pressione sul Giappone per farsi consegnare gli ebrei di Shanghai. Warren Kozak descrive l'episodio in cui il governatore militare giapponese della città mandò a chiamare i capi della comunità ebraica. La delegazione comprendeva il rabbino Shimon Sholom Kalish, della dinastia chassidica Amshinov. Il governatore giapponese era curioso: "Perché i tedeschi vi odiano così tanto?"
"Senza esitazione e sapendo che il fato della sua comunità dipendeva dalla sua risposta, Rabbi Kalish disse all'interprete (in yiddish): "Zugim weil mir senen orientalim - Digli che i tedeschi ci odiano perché siamo orientali." Il governatore, il cui volto era rimasto severo per tutto il confronto, proruppe in un lieve sorriso. Malgrado l'alleanza militare, egli non acconsentì alla richiesta tedesca e gli ebrei di Shanghai non furono mai consegnati."

Prima pagina del giornale Shanghai Herald del 18 febbraio 1943: "Residenze e attività dei rifugiati apolidi della città limitate al Settore ristretto"

Secondo un altro rabbino che era presente, la risposta di Rabbi Kalish fu: "Ci odiano perché siamo bassi e con i capelli scuri." Era improbabile che fosse stato detto Orientalim, perché la parola è un termine accademico israeliano, che non faceva parte della lingua dei grandi studiosi della Torah.
Il 15 novembre 1942 fu approvata l'idea di un ghetto di dimensioni più limitate. Il 18 febbraio 1943 i giapponesi proclamarono l'istituzione di un'"Area designata per i rifugiati apolidi", ordinando a coloro che erano arrivati dopo il 1937 di trasferire le loro residenze e le loro attività nella nuova area di due chilometri quadrati e mezzo (un miglio quadrato) nel giro di tre mesi, entro il 15 maggio. I rifugiati apolidi avevano bisogno del permesso dei giapponesi per vendere le loro proprietà; ad altri occorreva il permesso per recarsi nel ghetto. Sebbene questo non avesse filo spinato né muri, era imposto un coprifuoco, l'area era pattugliata, il cibo era razionato e tutti avevano bisogno di passi per entrare o lasciare il ghetto.
Secondo David Kranzler,
"Così, circa la metà degli approssimativamente 16.000 rifugiati, che avevano superato grandi ostacoli e avevano trovato un mezzo di sussistenza ed una residenza fuori dall''area designata', furono costretti a lasciare le loro case e le loro attività per una seconda volta e a trasferirsi in un'affollata, squallida area di meno di un miglio quadrato con la sua popolazione stimata di 100.000 cinesi e 8.000 rifugiati."
Sebbene fossero stati rilasciati alcuni permessi temporanei per cause di lavoro e a 16 studenti del St. Francis Xavier College, sito al di fuori del ghetto, essi furono concessi arbitrariamente e quindi duramente limitati dopo circa un anno. Ma il fatto che i cinesi non lasciarono il ghetto di Hongkou significa che gli ebrei non restarono isolati. Nondimeno le condizioni economiche peggiorarono e l'accettazione della ghettizzazione, da un punto di vista psicologico, fu più difficile; l'inverno del 1943 fu rigido e la fame si diffuse largamente.
I raid aerei statunitensi su Shanghai cominciarono nel 1944. L'attacco più devastante ebbe inizio il 17 luglio del 1945 e fu il primo di questo genere su Hongkua. In questa offensiva aerea furono uccisi 33 rifugiati (le morti cinesi non sono mai state confermate, ma si presume siano state di molto superiori a quelle dei rifugiati), mentre restarono feriti approssimativamente 500 rifugiati cinesi ed ebrei. Circa 700 persone restarono senza tetto (ancora una volta perlopiù cinesi) a causa di un attacco su una trasmittente radio giapponese, situata nel distretto di Hongkou. I bombardamenti effettuati dal 7º Corpo Aereo (non ancora Aeronautica) proseguirono con cadenza giornaliera, finché la bomba atomica fu sganciata su Hiroshima, evento che mise fine alle incursioni aeree. Alcuni ebrei del ghetto di Shanghai parteciparono al movimento di resistenza. Essi collaborarono in una organizzazione clandestina per ottenere e far circolare notizie, mentre non furono coinvolti in atti di sabotaggio di alcun genere, né nell'assistenza agli equipaggi degli aerei americani abbattuti, in quanto nei pressi di Hongkua non fu mai abbattuto alcun aeroplano dello Us Army Air Corps. Inoltre più del 90% dei residenti non fu in grado di lasciare il ghetto se non dopo la liberazione, avvenuta nell'agosto del 1945.

## Dopo la liberazione
Il ghetto fu liberato ufficialmente il 3 settembre del 1945, con un leggero ritardo al fine di permettere alle forze di Chiang Kai-shek di prendersi il merito politico della liberazione di Shanghai. Con la fondazione dello Stato di Israele nel 1948 e la caduta di Chiang Kai-shek nel 1949, quasi tutti gli ebrei del ghetto di Shanghai se ne andarono. Nel 1957 si contavano soltanto 100 ebrei nella zona e a tutt'oggi è possibile che ne vivano ancora lì solo pochi.
Il governo israeliano conferì l'onorificenza di Giusti tra le Nazioni a Chiune Sugihara nel 1985 e a Ho Feng Shan nel 2001.
A partire dall'istituzione delle relazioni diplomatiche fra Israele e Cina, nel 1992, il collegamento fra il popolo ebreo e Shanghai è stato riconosciuto in diversi modi. Nel 2007 il consolato generale israeliano di Shanghai donò 660.000 yuan, finanziati da 26 società israeliane, a progetti pubblici nel distretto di Hongkou, in riconoscimento del rifugio sicuro fornito dal ghetto. L'unico monumento ebraico a Shanghai si trova a Houshan Park (già Rabin Park) nel Distretto di Hongkou.

## Lista parziale di celebri sopravvissuti del ghetto di Shanghai
- Aaron Avshalomov, compositore russo.
- Abba Berman, rabbino haredi, Rosh yeshiva.
- Charles K. Bliss, la cui esperienza cinese gli ispirò la creazione dei Blissymbols.
- W. Michael Blumenthal, che prestò poi servizio come segretario al Tesoro degli Stati Uniti.
- Morris Cohen, noto con il suo soprannome Due Pistole Cohen, che prestò servizio come guardia del corpo e aiutante di campo di Sun Yat-sen, divenendo infine un generale cinese.
- Shaul Eisenberg, che fondò e diresse l'Eisenberg Group of Companies in Israele.
- Gunther Gassenheimer, rabbino, sinagoga di Temple Israel, Alameda, California.
- Eduard Glass, maestro di scacchi austriaco.
- Eric Halpern, cofondatore della Far Eastern Economic Review e suo primo editore.
- Leo Hanin, capo dei Betar di Shanghai.
- Otto Joachim, compositore tedesco.
- Shimon Sholom Kalish, rabbino chassidico di Amshinov-Otvotsk.
- Yisrael Mendel Kaplan, rabbino haredi, che prestò servizio come Rabbi Mendel.
- Yechezkel Levenstein, rabbino haredi, che prestò servizio come Mashgiach Ruchani.
- Francis Mankiewicz, regista, sceneggiatore e produttore cinematografico canadese.
- Peter Max, artista pop americano.
- Michael Medavoy, dirigente di Hollywood alla Columbia, Orion and TriStar Pictures.
- Rene Rivkin, finanziere australiano.
- Dottor Jakob Rosenfeld (羅生特, Luó Shēngtè), che si unì come medico, dal 1941 al 1949, alla Nuova Quarta Armata dell'Armata Rossa Cinese.
- Otto Schnepp, professore all'Università della California Meridionale.
- Chaim Leib Shmuelevitz, rabbino haredi, che prestò servizio come Rosh yeshiva della scuola Mirrer Yeshiva a Shanghai (1941-1947) e a Gerusalemme (1965-1979).
- John G. Stoessinger, Distinguished Professor of diplomazia globale all'Università di San Diego.
- Laurence Tribe, professore alla Harvard Law School,  Carl M. Loeb University Professor.[24]
- George Zames, teorico del controllo e professore all'Università McGill, Montréal, Canada.

## Film
- Shanghai Ghetto (Ghetto di Shanghai) Documentary by Dana Janklowicz-Mann and Amir Mann. ((EN) ghetto di Shanghai, su IMDb, IMDb.com.)
- The Port of Last Resort: Zuflucht in Shanghai Documentary directed by Joan Grossman and Paul Rosdy. ((EN) The Port of Last Resort (1998), su IMDb, IMDb.com., Cinematography of the Holocaust at Fritz Bauer Institut, National Center For Jewish Film at Brandeis University, New York Times Review by Anita Gates)
- Another Time … Another Moses. 25 min. n.d. Oakton Community College, 1600 Golf

Rd., Des Plaines, IL 60016.
- Empire of the Sun. 154 min. 1987. Available at video stores.
- Escape to the Rising Sun. 95 min. 1990. National Jewish Center for Jewish Film, www.

brandeis.edu/jewishfilm.
- Exil Shanghai. 4 hrs., 35 min. 1996. Ulrike Ottinger Filmproduktion, Fichtestrasse

34, 10967 Berlin, Germany.
- The Last Refuge: The Story of Jewish Refugees in Shanghai. 50 min. 2004. Ergo: Jewish

Video Catalog, 877-539-4748.
- Legendary Sin Cities: Shanghai. 2005. 90 min. Toronto: Paradigm Pictures Corporation,

416-927-7404, or www.amazon.com.
- A Place to Save Your Life. 52 min. Filmakers Library, 212-808-4980.
- Round Eyes in the Middle Kingdom. 52 min. 1996-97. First Run Features/Icarus Films,

New York, N.Y., www. frif.com/new79/round_eye.html.